# Kateřinice (okres Nový Jičín)
Kateřinice (německy Kattendorf) jsou obec, která se nachází v okrese Nový Jičín v Moravskoslezském kraji. Leží asi 5 kilometrů severovýchodně od města Příbor. Je obcí převážně zemědělskou. Žije zde 691 obyvatel.

## Historie
První zmínka o Kateřinicích je z roku 1358 jako o lénu olomouckého biskupství. Držiteli obce byli: rod z Kateřinic, Chorynští z Ledské (Ledné), Orlíkové z Lažiska, Harasovští z Harasova a Grafen Vetter v.d. Lilie. Dnešní název obce – Kateřinice – existuje od roku 1872.

## Obyvatelstvo

Věková struktura obyvatel obce Kateřinice roku 2011
Rodinný stav obyvatel obce Kateřinice roku 2011
Vzdělání obyvatel obce Kateřinice roku 2011